# Guillermo Zapata
Guillermo Zapata Romero (Madrid, 1979) es guionista de televisión, cortometrajista, novelista y político español. Fue concejal presidente de los distritos Fuencarral-El Pardo y Villaverde en el Ayuntamiento de Madrid, durante la legislatura 2015-2019, por la candidatura Ahora Madrid encabezada por Manuela Carmena.

## Trayectoria profesional
Ha escrito guiones en series de televisión como Hospital Central y ha colaborado con el departamento de desarrollo de proyectos de Sony España.
En su primer cortometraje, Lo que tú quieras oír (2005), uno de los primeros cortometrajes en España con licencia Creative Commons está entre las piezas audiovisuales más vistas de la historia de YouTube con más de 103 millones de visionados.
En su segundo corto, Y todo va bien (2008), da una vuelta de tuerca más y coloca a la misma web en el hilo principal de la historia que filma en su cortometraje. Dos desconocidos, con sus problemas, motivados por la aburrida vida que tienen, se relacionan mediante chat, con sexo virtual incluido. Se engañan a sí mismos, confesando que todo les va bien, hasta que se citan para conocerse.
En el tercer corto, Spot (2009), cuenta la historia de un hombre va a poner una reclamación por el mensaje de un anuncio, sobre el lenguaje publicitario y el consumo protagonizado por Julián Villagrán y Fátima Baeza, también distribuido bajo licencia Creative Commons. Participó en la octava edición de Jameson Notodofilmfest 2010 obteniendo tres nominaciones: Premio del Jurado a la Mejor Película de Ficción, Premio del Jurado a la Mejor Interpretación (Fátima Baeza) y Premio del Público a la Mejor Película.
Su primera novela “El Intercambio Celestial de Whomba” (2012) fue publicada primero en la web El Pequeño Libro de Notas y posteriormente editada en papel a través de multipatrocinio o "crowdfunding". Su relato “Cronología del Salto Lateral: El teorema de Aub” ha sido seleccionado en la antología de mejores relatos steampunk de la editorial Nevski. Un relato que nos lleva a la guerra civil española con dosis de historia, artistas conocidos, como Dalí o Buñuel entre otros.
Es habitual colaborador en medios de comunicación como El diario en el blog Interferencias y el periódico Diagonal y ha sido miembro del colectivo editorial de la revista Ladinamo.
En 2013 empezó su colaboración con el proyecto TelelabTv sobre televisión y medios digitales. También es profesor de guion en universidades de Brasil y Cuba.

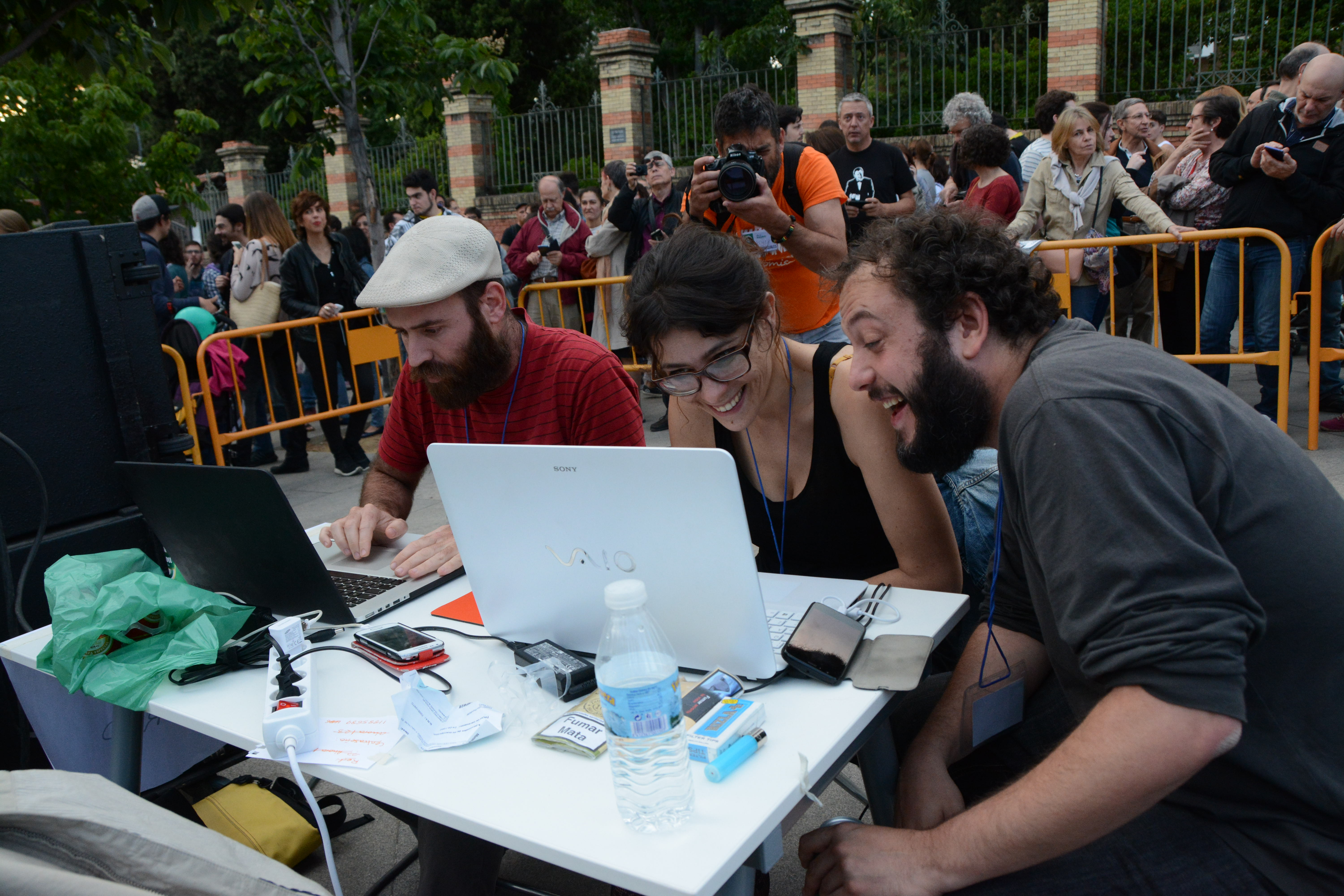
Noche electoral en la Cuesta de Moyano el 24 de mayo de 2015

## Ganemos y Ahora Madrid
Zapata fue miembro de Indymedia Madrid y de la asamblea de Sindominio. 
Años más tarde, como activista en el movimiento 15M en Madrid, fue uno de los promotores de Movimiento por la Democracia presentado en marzo de 2014 y creado con el objetivo de generar una corriente que derivara en un proceso constituyente que recogiera los cambios que, desde el 15M, reclamaba una parte de la ciudadanía.
También fue uno de los promotores del movimiento que surgió en julio de 2014 con Municipalia organizado para estudiar una "candidatura ciudadana" para Madrid en los comicios municipales y que posteriormente se convirtió en Ganemos Madrid, organización de la que Zapata fue miembro fundador.
En marzo de 2015 nace Ahora Madrid con la confluencia entre Ganemos Madrid y Podemos. Zapata y Celia Mayer según algunos analistas fueron parte imprescindible en las negociaciones para conseguir la confluencia hacia la candidatura unitaria.

Guillermo Zapata ocupó el puesto n.º 12 en la candidatura municipal de Ahora Madrid que encabezó Manuela Carmena. La lista logró 20 concejalías asumió el gobierno con el apoyo del PSOE desbancando al PP con Esperanza Aguirre al frente, que a pesar de ser la lista más votada perdió la mayoría absoluta. Zapata fue responsable del área de cultura en la candidatura de Ahora Madrid. Durante la campaña explicó su objetivo de llegar al Ayuntamiento para evitar la mercantilización de la cultura y garantizar a la ciudadanía su acceso. 
Pocas horas después de su toma de posesión surgió la polémica debido a unos tuits de humor negro escritos en el pasado por Zapata sobre la Shoá y sobre Irene Villa por los que los partidos de la oposición en el ayuntamiento de Madrid y la comunidad judía española pidieron su dimisión. Zapata renunció a la cartera de Cultura y Deportes aunque permanece en el equipo municipal como concejal presidente de los distritos de Fuencarral-El Pardo y Villaverde. En noviembre de 2016, la Audiencia Nacional absolvió a Zapata de los cargos de enaltecimiento del terrorismo al considerar que el 'tuit' sobre la víctima de ETA Irene Villa fue realizado en clave de humor.

## Cortos
- 2005 Lo que tú quieras oír
- 2008 Y todo va bien
- 2009 Spot

## Novelas y relatos
- 2012 El Intercambio Celestial de Whomba Novela. Editorial Alegoría
- 2015 Cronología del Salto Lateral: El teorema de Aub relato en la segunda antología de retrofuturismos de Fábulas de Albión.
- 2019 Perfil bajo. Libertad de expresión, ansiedad tecnológica y crisis política. Lengua de Trapo.[18]